# Africa's Child
Africa's Child è un programma televisivo le cui puntate sono visibili sul portale Rai Educational de ilD.
Il tema principale è la descrizione della vita quotidiana nell'Africa dei nostri giorni. Uno sguardo positivo sul presente e sul futuro al di là delle varie emergenze che travagliano questo continente. Il programma si concentra sulla vita di dieci bambini diversi per origini, lingua e religione, in un percorso che unisce elementi di antropologia, geografia, musica, arte.
Il fine della serie è quello di superare stereotipi e pregiudizi creando un ponte tra le culture dell'Africa e  quelle dell'Europa.